# 25609 Bogantes
25609 Bogantes è un asteroide della fascia principale. Scoperto nel 2000, presenta un'orbita caratterizzata da un semiasse maggiore pari a 2,5509608 UA e da un'eccentricità di 0,0994175, inclinata di 2,98282° rispetto all'eclittica.